# Herr der Diebe (Film)
Herr der Diebe ist ein Familienfilm von Regisseur Richard Claus aus dem Jahr 2005. Prosper und Bo, zwei Waisenjungen, wollen ihre Trennung nicht hinnehmen und schließen sich auf ihrer Flucht dem jungen Scipio und seiner Diebesbande an. Der Film ist eine Co-Produktion von Warner Bros. GmbH, Future Films Ltd., Delux Productions, Comet Film und Thema Production im Verleih der Warner Bros. GmbH Deutschland. Die Uraufführung fand am 18. Dezember 2005 in Hamburg statt, der Kinostart in Deutschland am 5. Januar 2006. Es handelt sich um eine Verfilmung des Romans Herr der Diebe von Cornelia Funke. Das Drehbuch wurde von Daniel Musgrave und Richard Claus geschrieben.

## Handlung
Der Film beginnt in Hamburg, wo der junge Prosper aus dem Waisenhaus ausbricht und seinen kleinen Bruder Bo aus der Villa ihrer Tante Esther befreit. Die Mutter der beiden ist verstorben und ihre Tante hat den jüngeren der Brüder adoptiert, den Älteren aber in ein Waisenhaus geschickt. Doch die beiden Waisen wollen unbedingt zusammenbleiben. Deshalb flüchten sie bis in die schöne Lagunenstadt Venedig, die ihre Mutter immer so geliebt hat.
Doch die Sache ist härter als gedacht. Ständig müssen die beiden flüchten und sind gezwungen, zu stehlen, um zu überleben. Als sich die Brüder eines Abends wieder auf eine harte Nacht in einem alten Hof Venedigs vorbereiten, treffen sie plötzlich auf einen schwarzgekleideten, maskierten Jungen namens Scipio, der sich „Herr der Diebe“ nennt. Er nimmt Bo und Prosper mit in ein altes Kino, wo sich sein Unterschlupf, das „Sternenversteck“, befindet. Dort lebt er mit seinen Freunden Riccio, Wespe und Mosca zusammen, die ebenfalls alle Waisen sind. Als „Herr der Diebe“ geht er nachts auf Beutezug und stiehlt allerlei wertvolle Sachen. Dabei ist er noch nie gefangen worden. Die gestohlenen Wertgegenstände verkaufen sie dann an einen Händler namens Ernesto Barbarossa. Mit diesem Geld schafft es die Bande, sich zu versorgen und durchzukommen.
Inzwischen haben Esther und Maximilian Hartlieb den Detektiv Victor Getz beauftragt ihre Neffen Bo und Prosper zu finden und zurückzubringen. Victor beginnt die Suche mit viel Ausrüstung und vielen Verkleidungen.
Durch Barbarossa erfährt Scipio inzwischen von einem geheimnisvollen Mann, der einen ganz besonderen Auftrag für ihn hat. Er trifft diesen Mann namens „Conte“ zusammen mit Mosca und Prosper im Beichtstuhl der Basilika auf dem Markusplatz. Gegen hohe Bezahlung soll er für ihn einen seltsamen Holzflügel stehlen. Wofür der Conte diesen Flügel jedoch benötigt, will er nicht verraten. Inzwischen verrät Bo dem verkleideten Victor Getz viele Informationen über seine Freunde und ihr Versteck im alten Kino. Daraufhin besucht Victor Dottore Massimo, den Besitzer, und findet heraus, dass Scipio in Wirklichkeit der Sohn des reichen Dottores ist. Siegessicher macht er sich auf den Weg ins Kino um Bo und Prosper endlich zu finden.
Dort wird er jedoch von den Kindern überwältigt und gefangen genommen. Er freundet sich mit ihnen an und verrät ihnen die Wahrheit über ihren Freund Scipio. Die Kinder wollen sich selbst überzeugen und begeben sich zur Massimo-Villa. Dort müssen sie aber feststellen, dass Victor nicht gelogen hat und der „Herr der Diebe“ wirklich der Sohn Dottore Massimos ist. Außerdem wissen sie nun auch, dass Scipio nie wirklich ein Meisterdieb war, sondern dass alle gestohlenen Sachen nur aus seinem reichen Elternhaus stammen. Alle wollen nun nichts mehr mit Scipio zu tun haben und planen deshalb, den Flügel für den Conte allein zu stehlen.
Als sie am folgenden Abend in das Haus einbrechen, in dem sich der Flügel befindet, treffen sie wieder auf Scipio und geraten in einen Streit. Daraufhin werden sie von Ida Spavento, der Hausbesitzerin, entdeckt, der sie alles über den Auftrag verraten. Sie freunden sich mit Ida an und erfahren durch sie alles über den geheimnisvollen Flügel. Er gehört zum magischen Karussell der Barmherzigen Schwestern, das seit langem verschollen ist. Wer auf dem Karussell fährt, wird entweder erwachsen oder wieder ein Kind.
Ida überlässt den Kindern den Flügel unter der Bedingung, dass sie mitkommen darf, um das Karussell selbst zu sehen. Nach der Übergabe an den Conte und seine Schwester verfolgen sie die beiden mit dem Boot heimlich bis zu der verfluchten Insel Isola Segreta, worauf sich das Karussell nun befindet. Sie werden jedoch entdeckt und müssen fliehen. Inzwischen verrät Barbarossa, der alles mit beobachtet hat, der Polizei das Versteck der Bande und lässt Bo und Wespe einfangen. Bo wird zu seiner Tante Esther gebracht und Wespe landet im Waisenhaus der Barmherzigen Schwestern.
Prosper, Riccio und Mosca machen Victor für diesen Verrat verantwortlich und lauern ihm auf. Dieser jedoch schwört ihnen, dass er es nicht war. Durch den Detektiv erfahren sie, wo Bo und Wespe stecken, und dass der Conte sie betrogen und ihnen Falschgeld ausgezahlt hat. Ida und Victor schaffen es, Wespe wieder aus dem Waisenhaus zu holen, indem sie sich als Patentante und Anwalt ausgeben. Auch Bo gelingt erneut die Flucht aus den Klauen Esthers und ihres Mannes.
Prosper und Scipio entschließen sich, allein zur Isola Segreta zu fahren und auf dem Karussell zu reiten, da sie unbedingt erwachsen sein wollen. Auf der Insel treffen sie auf den Conte namens Renzo und seine Schwester, die durch das Karussell wieder Kinder sind. Der Flügel war das letzte fehlende Stück, um das Karussell wieder funktionsfähig zu machen. Als Entschädigung für das falsche Geld lässt er Scipio auf dem Gerät fahren, der stolz als erwachsener Mann zurückkommt. Prosper entschließt sich aber doch, jung zu bleiben, damit er Bo ein Bruder bleibt. Kurz danach taucht plötzlich Barbarossa auf, der ebenfalls auf dem Karussell fährt und als kleines Kind wiederkommt. Doch auf Grund seines starken Gewichts bricht er den Flügel ab und zerstört das Karussell für immer.
Scipio und Prosper kehren zu Idas Haus zurück, wo sie alle ihre Freunde wiedertreffen. Doch die Hartliebs sind ihnen gefolgt und verlangen Bo zurück. In dem darauf folgenden Getümmel wird Prosper von Maximilian Hartlieb fast erschossen und Scipio macht den beiden klar, dass sie für immer verschwinden sollen. Victor und Ida bringen dann den kleinen Barbarossa zu den Hartliebs, die den Kleinen mit offenen Armen aufnehmen und schließlich adoptieren. Zum Schluss arbeiten Scipio und Victor zusammen als Detektive, Riccio und Mosca beginnen ihr eigenes Leben und Bo, Prosper und Wespe dürfen bei Ida bleiben und werden eine Familie.

## Hintergründe
- Action-Szenen wie Verfolgungsjagden durchs nächtliche Venedig und Fantasy-Elemente wie das geheimnisvolle Karussell und die magischen Figuren auf dem Markusplatz in der Stadt Venedig spielen im Film eine zentrale Rolle.

- Die Dreharbeiten fanden in Luxemburg und Venedig statt.

## Synchronsprecher
Die Synchronsprecher für die deutsche Fassung:
| - Scipio: David Turba - Prosper: Ricardo Richter - Bo: Karl Alexander Seidel - Riccio: David Hellwig - Barbarossa: Hans Teuscher - Victor: Engelbert von Nordhausen - Ida: Marianne Groß - Wespe: Laura Elßel | - Mosca: Tim Merholz - Der Conte: Friedrich G. Beckhaus - Esther Hartlieb: Kerstin Sanders-Dornseif - Max Hartlieb: Michael Pan - Dottore Massimo: Hubertus Bengsch - Schwester Antonia: Barbara Adolph - Morosina: Shalin-Tanita Rogall |

## Kritiken
Der Filmdienst urteilt: „Abenteuerliche Verfilmung des Jugendromans von Cornelia Funke, die der Vorlage zwar weitgehend folgt, dabei aber weder zu filmischer Dichte und Atmosphäre findet noch zum ambitionierten Kern der Fabel vordringt.“
Christina Tilmann schrieb im Tagesspiegel: Herr der Diebe, an schönsten Originalschauplätzen gedreht, ist ein wunderbarer Kinderfilm, der seinen jungen Hauptdarstellern, allen voran dem blondlockigen Jasper Harris als Bo, viel verdankt. Ein bisschen Oliver Twist, viel Harry Potter, eine gute Dosis Märchenfilm und Abenteuer, Spannung und Herzschmerz und – mit der Figur des trotteligen Detektivs (Jim Carter) – viel Humor. Selbst Vanessa Redgrave hat einen Gastauftritt als Nonne.
Die Deutsche Film- und Medienbewertung FBW in Wiesbaden verlieh dem Film das Prädikat wertvoll.